# 李璞 (北魏)
李 璞（り はく、426年 - 476年）は、北魏の官僚。字は季真。本貫は范陽郡。

## 経歴
李崇の子として生まれた。中書博士や侍郎を経て、漁陽王尉眷の傅をつとめた。左将軍・長安副将となり、宜陽侯の爵位を受けた。さらに太常卿に転じた。476年（承明元年）、死去した。享年は51。安西将軍・雍州刺史の位を追贈された。諡は穆といった。

## 子女
- 李暉（中書議郎）
- 李固（太学博士・高密郡太守）
- 李欽（州主簿）
- 李蘊（? - 514年、字は宗令、中書学生・秘書中散・侍御中散、燕郡范陽二郡太守、員外散騎常侍・尚書右丞・中堅将軍、尚書左丞）

## 伝記資料
- 『魏書』巻46 列伝第34
- 『北史』巻27 列伝第15